# Rod Stephens
Roderick „Rod“ Stephens, Jr. (* 7. August 1909 in New York City, New York; † 10. Januar 1995 in Scarsdale, New York) war ein US-amerikanischer Segler und Yachtingenieur.
Er gründete 1929 zusammen mit seinem ein Jahr älteren Bruder Olin Stephens und dem Yachtmakler Drake Sparkman das Yachtkonstruktionsbüro Sparkman & Stephens (S&S) in New York.

## Lebensweg

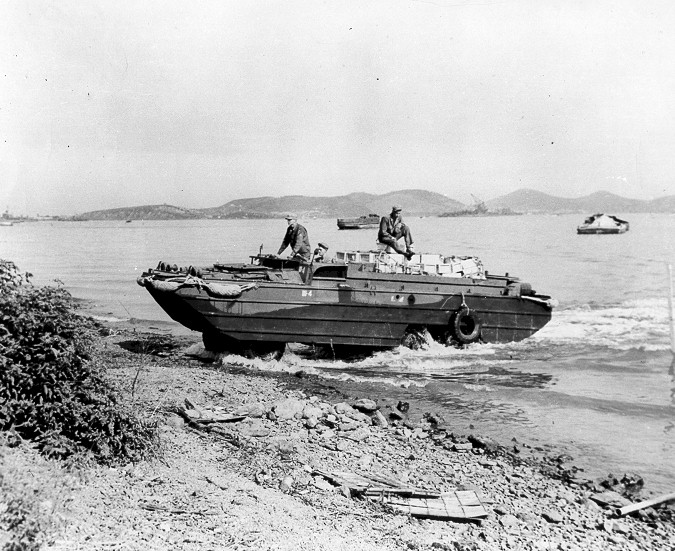
Ein DUKW während des Zweiten Weltkrieges

Rod Stephens begann mit zehn Jahren seine Segelkarriere in den Gewässern vor Cape Cod. 1928 beendete er seine Ausbildung durch einen Abschluss an der Cornell-Universität und einer einjährigen Anstellung bei der Henry Nevins Bootswerft in City Island. In der gemeinsamen Firma S&S übernahm er die Rolle des Ingenieurs und überwachte die Umsetzung der vom Bruder Olin Stephens entworfenen Yachtkonstruktionen. Während des Zweiten Weltkrieges übernahm er die Leitung der Firma S&S und spielte eine führende Rolle bei der Entwicklung des amphibischen Militär-Fahrzeugs DUKW.

## Seglerische Erfolge
Im Segelsport waren seine Erfolge legendär. Der wohl am meisten beachtete Regattasieg war der Gewinn der Transatlantik-Regatta im Jahr 1931 mit der 50-Fuß-Yawl Dorade, dem ersten Entwurf der noch jungen Firma S&S. Er gewann gemeinsam mit seinem Bruder Olin das Rennen mit einem Vorsprung von 48 Stunden. New York feierte die beiden Brüder und ihre Mannschaft nach ihrer Rückkehr mit einer Konfettiparade. Mit der Yacht Dorade gewann er viele weitere wichtige Regatten wie z. B. das Fastnet Race im selben Jahr.
Rod Stephens unterstützte durch seine Mitarbeit bei der Yachtkonstruktion und seine seglerische Leistung die US-amerikanischen America’s Cup Verteidiger RANGER (1937), COLUMBIA (1958) und CONSTELLATION (1964).
Er war Mitglied in vielen Yacht-Clubs an der US-Ostküste insbesondere im New York Yacht Club (NYYC) und Mitglied in der Society of Naval Architects and Marine Engineers. Rod Stephens war Kommodore des Cruising Club of America, Ehrenmitglied des United States Naval Academy Fales Committee und Vorsitzender des New Ship Committee of the Sea Education Association.

## Ehrungen
- Für die Konstruktion DUKW erhielt Rod Stephens die United States Medal of Freedom.
- Wegen seiner besonderen Verdienste als Segler und Konstrukteur um den America’s Cup wurde er 1993 in die America’s Cup Hall of Fame aufgenommen.[2]